# Gmina Hunter’s Hill
Gmina Hunter’s Hill (Municipality of Hunter’s Hill) – najmniejszy pod względem liczby ludności z 38 samorządów lokalnych tworzących aglomerację Sydney, największy zespół miejski Australii. Liczy 13 241 mieszkańców (2006) i zajmuje powierzchnię 6 km².
Władzę wykonawczą w gminie sprawuje siedmioosoba rada. Sześć miejsc zajmują radni wybierani w dwóch trójmandatowych okręgach wyborczych, z zastosowaniem ordynacji proporcjonalnej. Siódme miejsce z urzędu obejmuje wybierany bezpośrednio burmistrz.

## Geograficzny podział gminy Hunter’s Hill
- Gladesville[2]
- Henley
- Hunters Hill
- Huntleys Cove
- Huntleys Point
- Tarban
- Woolwich

## Galeria

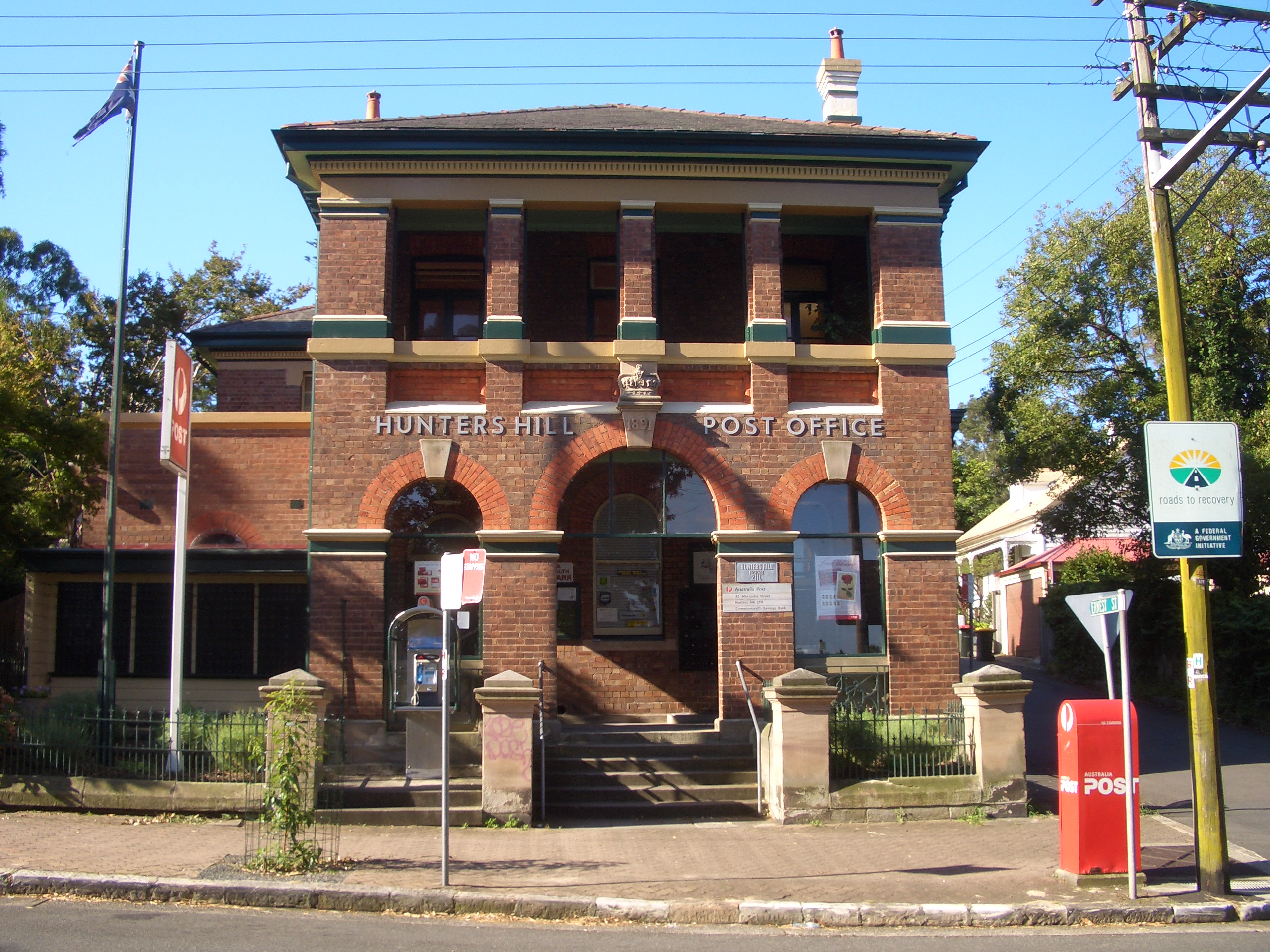
Urząd pocztowy
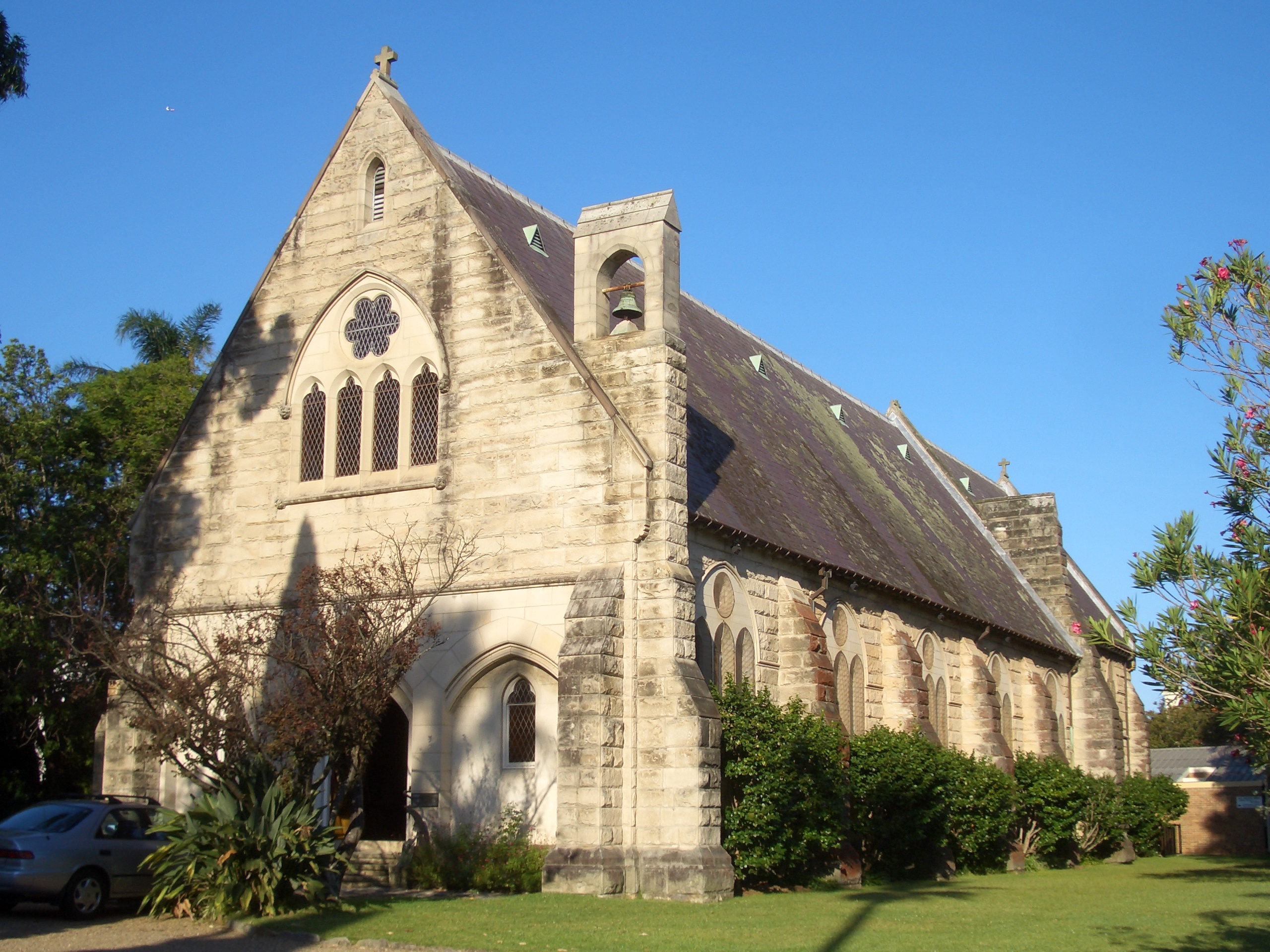
Anglikański kościół Wszystkich Świętych
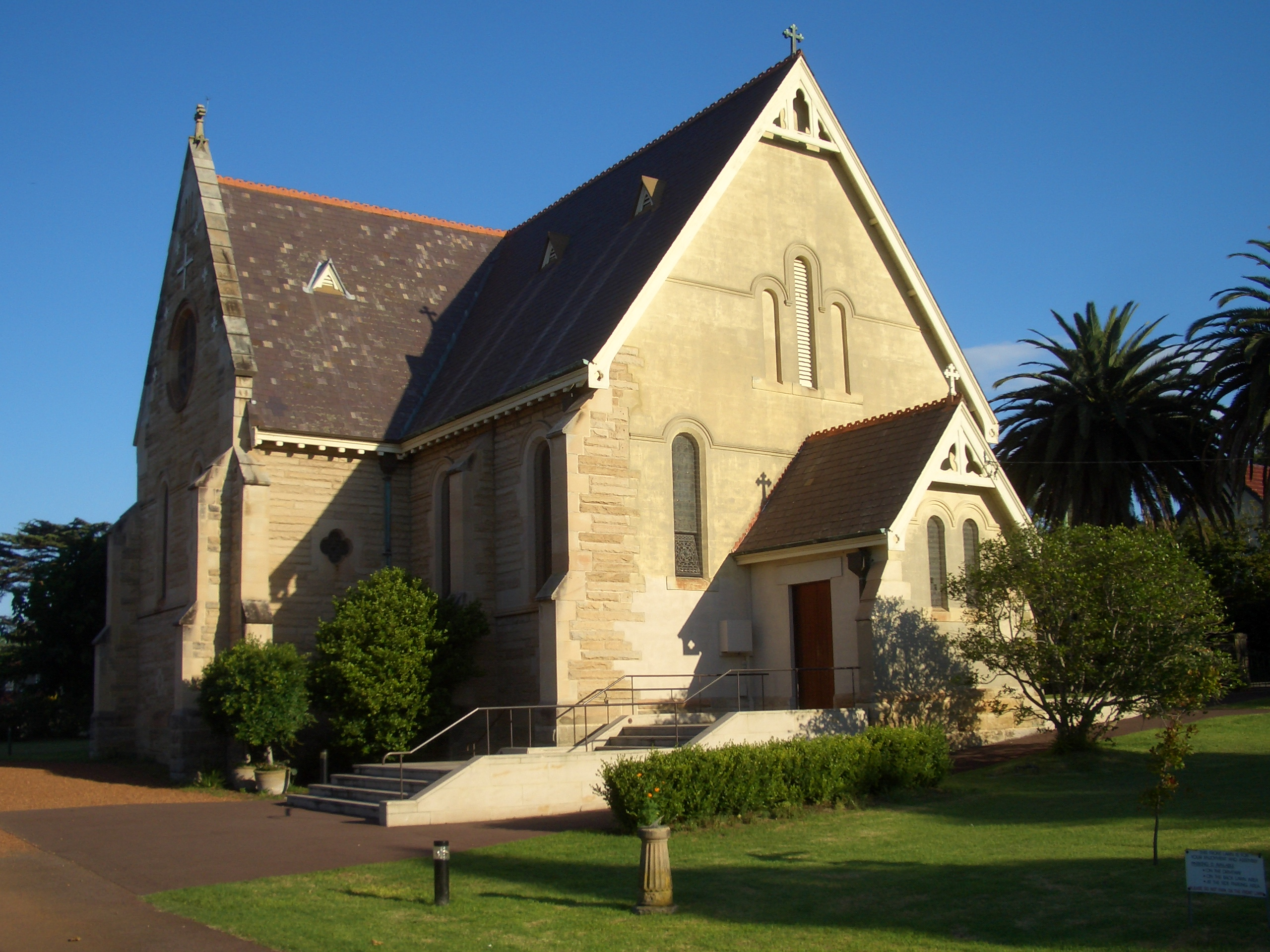
Katolicki kościół św. Piotra